# Hiếu Tĩnh Nghị Hoàng hậu
Hiếu Tĩnh Nghị Hoàng hậu (chữ Hán: 孝靜毅皇后; 5 tháng 4, 1492 - 26 tháng 2, 1535), còn gọi là Trang Túc Hoàng hậu (莊肅皇后), là Hoàng hậu duy nhất của Minh Vũ Tông Chu Hậu Chiếu.

## Tiểu sử
Hiếu Tĩnh Hoàng hậu họ Hạ (夏姓), người Thượng Nguyên, Ứng Thiên phủ thuộc Nam Kinh, con gái của Hạ Nho (夏儒), phong làm Khánh Vân bá (慶雲伯) và Phu nhân Diệp thị (葉氏). Bà sinh vào ngày 9 tháng 3 (âm lịch) vào năm Hoằng Trị thứ 5 triều Minh Hiếu Tông.
Năm Chính Đức nguyên niên (1506), Hạ thị được chọn sách lập làm Hoàng hậu. Hạ Hoàng hậu mặc dù có tư sắc diễm lệ, nhưng lại không được Minh Vũ Tông sủng ái.
Năm Gia Tĩnh nguyên niên (1521), triều đại của Minh Thế Tông trị vì, do là chị dâu của Đương kim Hoàng đế, nên Hạ Hoàng hậu không thể được tôn làm Hoàng thái hậu, mà phong một phong hiệu và để ở cung khác. Do đó, bà được phong hiệu là Trang Túc Hoàng hậu (莊肅皇后).
Năm Gia Tĩnh thứ 14 (1535), ngày 25 tháng 1 (âm lịch), Hạ Hoàng hậu qua đời, thọ 43 tuổi. Bà cùng Vũ Tông hợp táng vào Khang lăng (康陵), thần chủ đặt ở Thái miếu. Thụy hiệu của bà đầy đủ là Hiếu Tĩnh Trang Huệ An Túc Ôn Thành Thuận Thiên Giai Thánh Nghị Hoàng hậu (孝静莊惠安肅温誠順天偕聖毅皇后), thường gọi tắt là Hiếu Tĩnh Nghị Hoàng hậu.